# The Card
The Card (br Às Voltas com 3 Mulheres) é um filme britânico de 1952 dirigido por Ronald Neame.

## Elenco
- Alec Guinness ...  Edward Henry 'Denry' Machin
- Glynis Johns ...  Ruth Earp
- Valerie Hobson ...  Countess of Chell
- Petula Clark ...  Nellie Cotterill
- Edward Chapman ...  Mr. Duncalf
- Veronica Turleigh ...  Mrs. Machin
- George Devine ...  Mr. Calvert
- Joan Hickson ...  Mrs. Codleyn
- Frank Pettingell ...  Police Superintendent
- Gibb McLaughlin ...  Emery
- Joey the Mule ...  Joey the Mule